# Listes des anciennes communes de France
Cet article regroupe les liens vers les différentes listes des anciennes communes de France, classées par numérotation de département croissante.

## Listes par département

### 01 à 10
- 01 : Liste des anciennes communes de l'Ain
- 02 : Liste des anciennes communes de l'Aisne
- 03 : Liste des anciennes communes de l'Allier
- 04 : Liste des anciennes communes des Alpes-de-Haute-Provence
- 05 : Liste des anciennes communes des Hautes-Alpes
- 06 : Liste des anciennes communes des Alpes-Maritimes
- 07 : Liste des anciennes communes de l'Ardèche
- 08 : Liste des anciennes communes du département des Ardennes
- 09 : Liste des anciennes communes de l'Ariège
- 10 : Liste des anciennes communes de l'Aube

### 11 à 20
- 11 : Liste des anciennes communes de l'Aude
- 12 : Liste des anciennes communes de l'Aveyron
- 13 : Liste des anciennes communes des Bouches-du-Rhône
- 14 : Liste des anciennes communes du Calvados
- 15 : Liste des anciennes communes du Cantal
- 16 : Liste des anciennes communes de la Charente
- 17 : Liste des anciennes communes de la Charente-Maritime
- 18 : Liste des anciennes communes du Cher
- 19 : Liste des anciennes communes de la Corrèze
- 2A : Liste des anciennes communes de la Corse-du-Sud
- 2B : Liste des anciennes communes de la Haute-Corse

### 21 à 30
- 21 : Liste des anciennes communes de la Côte-d'Or
- 22 : Liste des anciennes communes des Côtes-d'Armor
- 23 : Liste des anciennes communes de la Creuse
- 24 : Liste des anciennes communes de la Dordogne
- 25 : Liste des anciennes communes du Doubs
- 26 : Liste des anciennes communes de la Drôme
- 27 : Liste des anciennes communes de l'Eure
- 28 : Liste des anciennes communes d'Eure-et-Loir
- 29 : Liste des anciennes communes du Finistère
- 30 : Liste des anciennes communes du Gard

### 31 à 40
- 31 : Liste des anciennes communes de la Haute-Garonne
- 32 : Liste des anciennes communes du Gers
- 33 : Liste des anciennes communes de la Gironde
- 34 : Liste des anciennes communes de l'Hérault
- 35 : Liste des anciennes communes d'Ille-et-Vilaine
- 36 : Liste des anciennes communes de l'Indre
- 37 : Liste des anciennes communes d'Indre-et-Loire
- 38 : Liste des anciennes communes de l'Isère
- 39 : Liste des anciennes communes du département du Jura
- 40 : Liste des anciennes communes des Landes

### 41 à 50
- 41 : Liste des anciennes communes de Loir-et-Cher
- 42 : Liste des anciennes communes de la Loire
- 43 : Liste des anciennes communes de la Haute-Loire
- 44 : Liste des anciennes communes de la Loire-Atlantique
- 45 : Liste des anciennes communes du Loiret
- 46 : Liste des anciennes communes du Lot
- 47 : Liste des anciennes communes de Lot-et-Garonne
- 48 : Liste des anciennes communes de la Lozère
- 49 : Liste des anciennes communes de Maine-et-Loire
- 50 : Liste des anciennes communes de la Manche

### 51 à 60
- 51 : Liste des anciennes communes de la Marne
- 52 : Liste des anciennes communes de la Haute-Marne
- 53 : Liste des anciennes communes de la Mayenne
- 54 : Liste des anciennes communes de Meurthe-et-Moselle
- 55 : Liste des anciennes communes de la Meuse
- 56 : Liste des anciennes communes du Morbihan
- 57 : Liste des anciennes communes de la Moselle
- 58 : Liste des anciennes communes de la Nièvre
- 59 : Liste des anciennes communes du Nord
- 60 : Liste des anciennes communes de l'Oise

### 61 à 70
- 61 : Liste des anciennes communes de l'Orne
- 62 : Liste des anciennes communes du Pas-de-Calais
- 63 : Liste des anciennes communes du Puy-de-Dôme
- 64 : Liste des anciennes communes des Pyrénées-Atlantiques
- 65 : Liste des anciennes communes des Hautes-Pyrénées
- 66 : Liste des anciennes communes des Pyrénées-Orientales
- 67 : Liste des anciennes communes du Bas-Rhin
- 68 : Liste des anciennes communes du Haut-Rhin
- 69 : Liste des anciennes communes du Rhône
- 70 : Liste des anciennes communes de la Haute-Saône

### 71 à 80
- 71 : Liste des anciennes communes de Saône-et-Loire
- 72 : Liste des anciennes communes de la Sarthe
- 73 : Liste des anciennes communes de la Savoie
- 74 : Liste des anciennes communes de la Haute-Savoie
- 75 : Liste des anciennes communes de Paris
- 76 : Liste des anciennes communes de la Seine-Maritime
- 77 : Liste des anciennes communes de Seine-et-Marne
- 78 : Liste des anciennes communes des Yvelines
- 79 : Liste des anciennes communes des Deux-Sèvres
- 80 : Liste des anciennes communes de la Somme

### 81 à 90
- 81 : Liste des anciennes communes du Tarn
- 82 : Liste des anciennes communes de Tarn-et-Garonne
- 83 : Liste des anciennes communes du Var
- 84 : Liste des anciennes communes de Vaucluse
- 85 : Liste des anciennes communes de la Vendée
- 86 : Liste des anciennes communes de la Vienne
- 87 : Liste des anciennes communes de la Haute-Vienne
- 88 : Liste des anciennes communes du département des Vosges
- 89 : Liste des anciennes communes de l'Yonne
- 90 : Liste des anciennes communes du Territoire de Belfort

### 91 à 95
- 91 : Liste des anciennes communes de l'Essonne
- 92 : Liste des anciennes communes des Hauts-de-Seine
- 93 : Liste des anciennes communes de la Seine-Saint-Denis
- 94 : Liste des anciennes communes du Val-de-Marne
- 95 : Liste des anciennes communes du Val-d'Oise

### 971 à 974
- 971 : Liste des anciennes communes de Guadeloupe
- 972 : Liste des anciennes communes de Martinique
- 973 : Liste des anciennes communes de la Guyane
- 974 : Liste des anciennes communes de La Réunion